# 普通話教學
普通話教學，是中华人民共和国在全國範圍內實行的推廣普通話政策，要求全國大中小學及各類培訓班必須使用普通話作為唯一的教學語言（英語學科除外），目的是從小培養當地人的普通話水平，製造普通話的語言環境。不少家長都紛紛響應，在家中使用普通話與子女溝通，使兒女的普通話水平提高。

## 中國大陸
從推普運動開始，中國北方的學校開始改用普通話標準音來进行教學工作。改革開放後，南方城市亦逐漸改用普通話作為教學語言，學校教師需要經過普通話統一考核。

## 香港
近年香港有部分學校嘗試以普通話（而非香港人母語粵語）教授中文科，旨在提升學生的普通話和整體語文水平，部分學校更連中國歷史科也以普通話教授。
普教中在香港是有重大爭議的政治議題，很多方言保護人士批評此做法無疑是在消滅方言，使用不是學生的母語教授中文只會事倍功半，得不到教學效果，一些古代韻文用普通話唸會不合平仄和不押韻，在香港就有些人以此理由反對以普通話教授中文科；支持人士則認為普通話教學能減少行文受粵語方言和語法等影響，讓學生掌握好現代漢語，做到言文一致。
香港教育局和香港電台於2004年製作用於小六生的《驚心動魄（粵普比較之二）》，及2006年用於小四生的《語文雙女俠（口語和書面語）》在社會上引起爭議，部分網民稱有妖魔化粵語之嫌。其中《驚》片出現了「魔俠」一角，聲言「要用粵語一統天下，最恨普通話了」。魔俠以廣東話詞彙攻擊代表普通話的女俠「冷月」，但都被她以同義的普通話詞彙一一擊退。而《語》片則有「口語女俠」與「書面語女俠」的連場惡鬥，書面一方成功說服口語一方接受廣州話不能用於書面。據官方簡介：「廣州話口語不能用於書面的原因在於它不規範，不能達到與多數人溝通的目的。」教育局則回應稱，有關教育電視短劇是10年前由前教育統籌局及香港電台聯合製作，只是運用戲劇效果介紹廣東話及普通話詞彙對照的實例，從而引發學生的學習興趣，絕對無意抬高或貶低任何一種語言。局方並聲言「一直重視推廣兩文三語，以保持香港的特色及競爭力」。